# Afonso Álvares
Afonso Álvares, (15? -1580) était un architecte et ingénieur militaire portugais.

## Biographie

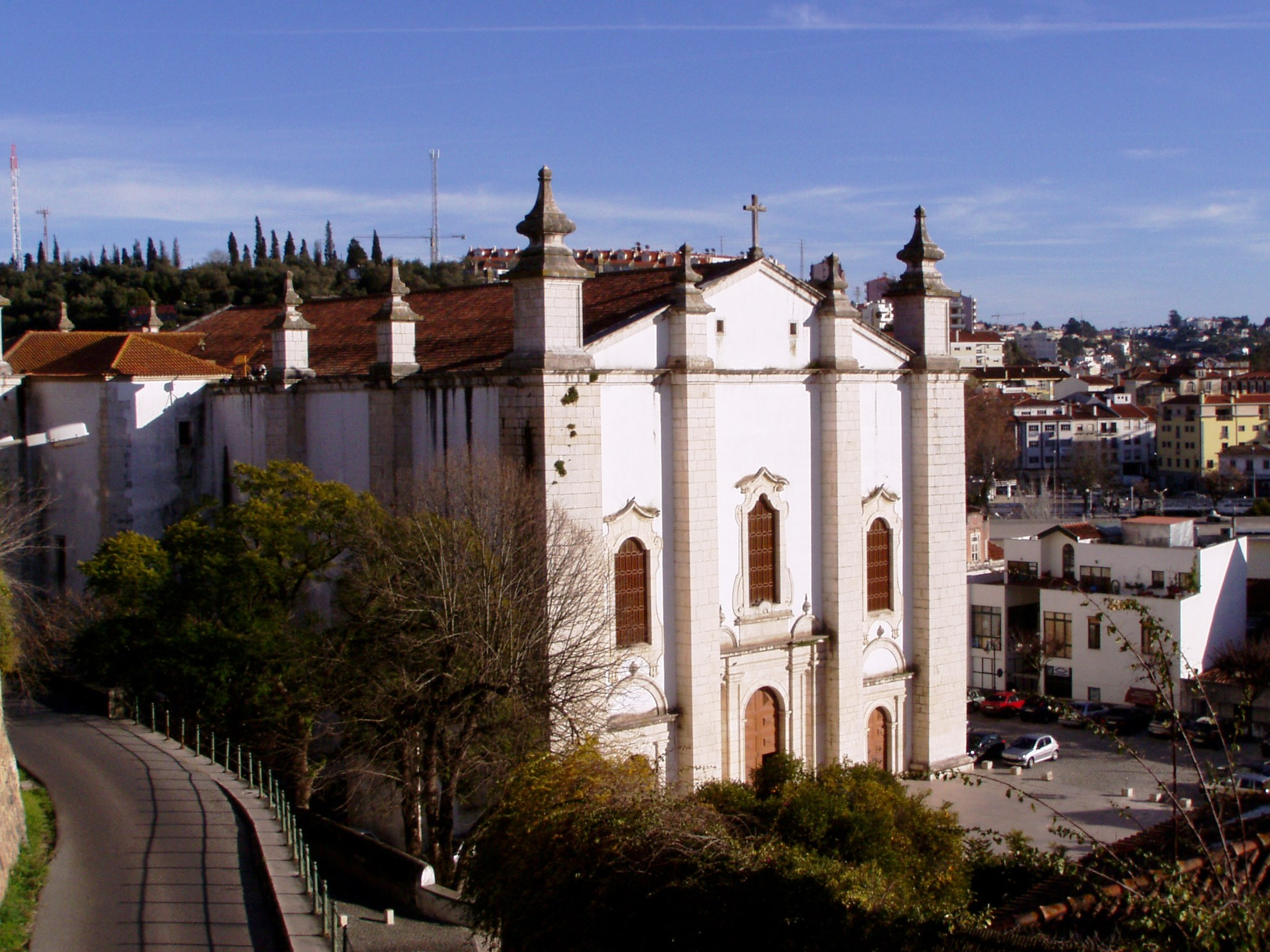
La cathédrale de Leira

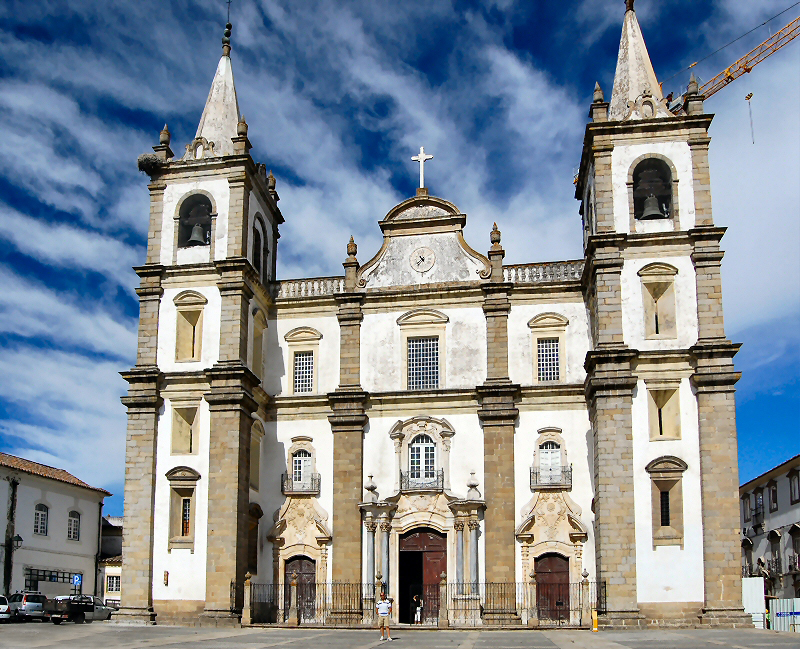
La cathédrale de Portalegre

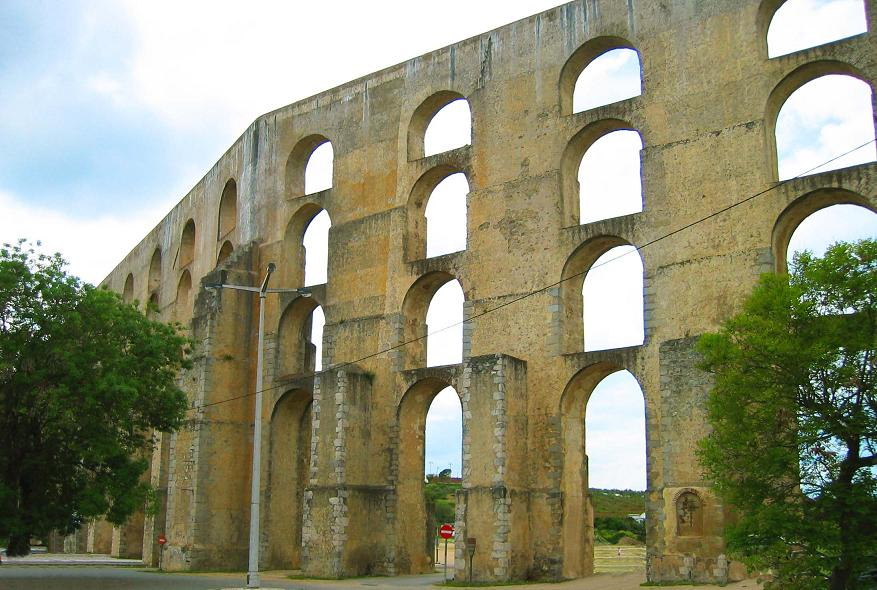
L'aqueduc d'Amoreira

Alfonso Álvares  a réalisé la cathédrale de Leiria entre 1551 et 1574 et la cathédrale de Portalegre à partir de 1556.
Il avait réalisé en 1537 la fontaine de la place de Giraldo, à Évora, alimenté par l'aqueduc de Prata construit par Francisco de Arruda et inauguré le 28 mars 1537.
Il a été l'architecte principal de l'église Saint-Roch de Lisbonne, entre 1565 et 1573. L'église a été terminée par Filippo Terzi.
Il était chargé de la deuxième phase de construction de l'aqueduc d'Amoreira, dans la freguesia de São Brás e São Lourenço, à Elvas, en 1571, commencé par Francisco de Arruda.
Il est nommé « maître des œuvres des fortifications » par le roi Sébastien Ier. Il a réalisé, à partir de 1572, des travaux de modernisation et d'agrandissement du Forte de Santiago do Outão, à Setúbal. Il y a introduit des innovations en réalisant un boulevard ou bastion pour y disposer des canons.
En 1571, il a commencé à travailler sur les plans des bâtiments du monastère bénédictin, Mosteiro de S. Bento da Saúde, mais a été remplacé après sa mort pour la réalisation, commencée en 1598, par Baltazar Álvares (1560 - 1630) qui était peut-être son neveu. Détruit au moment du tremblement de terre de Lisbonne, il est ensuite devenu le Palais de São Bento, siège du parlement portugais, après la disparition des ordres religieux.

## Sources
- (pt) Cet article est partiellement ou en totalité issu de l’article de Wikipédia en portugais intitulé « Afonso Álvares » (voir la liste des auteurs).